# Gedwongen winkelnering
Gedwongen winkelnering of trucksysteem is de verplichting om aankopen bij een bepaalde leverancier te doen.

## Geschiedenis
Vooral in de negentiende eeuw moesten arbeiders in bepaalde bedrijfstakken een deel van het loon besteden bij de werkgever of door de werkgever aangewezen winkelbedrijven. Dit werd bijvoorbeeld gerealiseerd door het loon uit te betalen in bonnen die alleen in bepaalde winkels konden worden besteed. De prijzen waren daar hoger dan in andere winkels. 

### België
In België werd dit zogenoemde trucksysteem verboden in 1887.

### Nederland
In Nederland was de gedwongen winkelnering mede de aanleiding voor een grote staking van veenarbeiders, die op 22 maart 1888 in Appelscha begon en die zich snel over de noordelijke provincies uitbreidde. Daarop kwam het socialistische Tweede kamerlid Ferdinand Domela Nieuwenhuis met een initiatiefwet om de gedwongen winkelnering te verbieden. Deze initiatiefwet haalde het niet. Minister Ruijs de Beerenbrouck nam vervolgens een verbod op in zijn ontwerp van een Arbeidswet, maar tijdens de parlementaire behandeling was de meerderheid van de Kamer tegen het opnemen van dit artikel. Bij de herziening van de Arbeidswet in 1906 (in werking getreden in 1909) werd alsnog een verbod naar Belgisch voorbeeld opgenomen. In 1911 deed Andries Staalman in opdracht van de regering onderzoek naar de naleving van de wet. Hieruit bleek dat het verbod in een aantal sectoren, met name de vervening, op grote schaal werd overtreden. Door de opkomst van de steenkool was deze sector nauwelijks rendabel; vaak moesten de op de vervening gemaakte verliezen gecompenseerd worden door de in de winkel gemaakte winsten.

## Nieuwe vormen
Het begrip gedwongen winkelnering wordt tegenwoordig vaak in ruimere zin gebruikt. In gevangenissen en verzorgingstehuizen bestaat in feite gedwongen winkelnering. Er is daar maar één winkel terwijl een alternatief voor velen nauwelijks mogelijk is.